# Győző Határ
Dans le nom hongrois Határ Győző, le nom de famille précède le prénom, mais cet article utilise l’ordre habituel en français Győző Határ, où le prénom précède le nom.
Győző Határ dit Victor Határ (né  Viktor Hack) est un écrivain hongrois lauréat du prix Kossuth, poète, traducteur littéraire, philosophe, membre fondateur de l'Académie de littérature numérique (hu) (DIA), architecte.

## Biographie

### Enfance
Il est né Viktor Hack le 13 novembre 1914 à Gyoma. Il a hongroisé son nom en 1946. Son père, Vilmos Hack, un Saxon de Transylvanie, expert en papier à l'imprimerie Kner de Gyoma, fut estropié pendant la Première Guerre mondiale. La famille fut ensuite soutenue par sa mère, Mária Margit Túri, enseignante. Ils s'installèrent à Budapest en 1920.

### Formation
En 1933, il fut diplômé du Bolyai Főreal de la rue Markó.  À l'âge de 16 ans, il étudiait le violon à l'Académie de musique et le piano comme matière secondaire. Il abandonna la musique à l'âge de 17 ans, lorsque ses résultats à un concours académique lui valurent d'être admis à la faculté d'architecture de l'université de technologie de Budapest, aux côtés de Virgil Borbiró. Il en sortit diplômé en 1938. 
Pendant ses années universitaires, il apprit l'allemand, l'italien, l'espagnol, le français et l'anglais. Un camarade de classe lui enseigna le serbo-croate et sa maîtresse, une émigrée russe issue d'une famille bourgeoise, le fit parler russe.
En tant qu'architecte, il travailla dans le bureau d'Alfréd Hajós avant d'obtenir son diplôme. 

### Prison et guerre
En 1943, son long roman satirique, Csodák országa Hátsó-Eurázia (Terre des miracles, Eurasie extérieure) fut saisi par l'imprimeur en 1943 et il fut condamné à 5 ans de prison pour propagande anti-guerre par le régime pro-axe de l'amiral Horthy et envoyé à la prison de Sátoraljaújhely. C'est là qu'il a vécu l'émeute de la prison de Sátoraljaújhely le 22 mars 1944, qui fut réprimée avec l'aide d'unités SS. La vie des prisonniers ne dépendit que de l'intervention du commandant blessé de la prison (Lajos Lindenberger (hu)), qui n'autorisa pas que les centaines de prisonniers rassemblés dans la cour de la prison fussent abattus sans l'autorisation du chef du Chef d'état-major des armées (Hongrie) (hu) (János Vörös (en)), qui était responsable de la prison, ce qui leur sauva la vie.
Il fut de nouveau emprisonné, mais il réussit à s'échapper à la fin de 1944 avec l'aide d'un ancien codétenu. 
Il s'enfuit à Pest et survécut au règne de terreur des Croix fléchées dans la maison de Wallenberg. Il  sortit vivant de la prise d'assaut de la maison (7 janvier 1945) en se cachant sur l'étagère supérieure d'une armoire. Cette nuit-là, quelque 130 personnes perdirent la vie sur les rives du Danube. 
Après l'invasion des Soviétiques, sa connaissance du russe se révéla être une bouée de sauvetage. À plusieurs reprises, il sauva des femmes et des hommes de la violence de soldats s'introduisant dans des abris, lui-même échappant au travail forcé en Union soviétique.

### Les années d'après-guerre
Avec l'avènement de la paix sont venues des années difficiles, amères. La "mafia du parti" le rattrapait partout. Ernő Gerő nota son nom lors de l'interrogatoire d'un détenu. Il demanda l'aide de György Lukács pour publier A Csodák Országa HÁTSÓ-EURÁZIA, et il dut passer trois jours au poste de police. Sa mère et son père, qui était très malade, furent également persécutés. En désespoir de cause, il racheta et brûla les exemplaires restants de son premier recueil de poèmes, intitulé  Ragyogó szívvel, remete daccal . Mais malgré cela, c'est ainsi qu'il parla de sa vie jusqu'en 1948 dans son livre  Életút : « Seulement que la vie s'étendait et s'élargissait devant moi comme un éventail. Je n'avais jamais eu autant de nouveaux et de précieux amis, autant de personnes intéressantes, jamais ! Je ne veux pas, mais je ne peux pas m'empêcher de vous inonder de noms (...) : les membres d'Újhold (hu), l'École européenne ; les musiciens, les peintres, les écrivains, les chefs de famille patriciens, les filles, les potentats sociaux ; et tout cela, d'un seul coup, en une avalanche. Árpád Mezei (hu), Imre Pán (hu), Béla Hamvas (de), Sándor Weöres, Zoltán Jékely (ro), Endre Vajda (eo), Miklós Szentkuthy, le défilé des Nouveaux Lunaires, les portraits veloutés de poètes et de femmes de poètes dignes du pinceau de Fantin-Latour, Erzsébet Gyarmathy, Magda Szabó (alors poétesse), Ágnes Nemes Nagy (en)... vous savez quoi ? Nous y reviendrons plus tard. Comment nous avons commencé tous les quatre, comme une maigre satisfaction, les "poèmes graves" du Darling Eszpresszó, György Végh (ro), Zoltán Jékely, Endre Vajda et moi-même ; et comment ont commencé ces soirées mémorables, où-musique, où-littérature, dans mon studio, toutes les deux semaines, où défilaient tout le monde, des frères Szervánszky aux célébrités Válasz (hu). »
Il se souviendra plus tard de son amitié avec Béla Hamvas, Miklós Szentkuthy et Sándor Weöres avec des mots particulièrement chaleureux dans les pages d'Életút, mais il comptait aussi parmi ses amis Lőrinc Szabó, Milán Füst et le joueur de cymbalum Aladár Rácz. Heliane est née et a été publiée à Noël 1947. C'est à peu près à cette époque, en 1948, qu'il écrivit Le Livre du gardien, qui, par son sujet, est généralement comparé au roman 1984 de George Orwell, également écrit en 1948.
Entre-temps, il gagnait sa vie auprès de l'Administration des Nations unies pour le secours et la reconstruction (UNRRA), où il fut employé comme interprète en anglais et architecte. Mais la vie quotidienne fut de plus en plus assombrie par la dictature de Rákosi et l'UNRRA fut dissoute. Il gagna sa vie en traduisant des romans soviétiques. Au milieu de l'année 1949, il décida de faire défection. Le 13 janvier 1950, il fut capturé près de la frontière et emmené à la prison et au centre de détention de Szeged (hu), où il fut interrogé et perdit l'audition de son oreille gauche. 

### Retour en prison
Il fut condamné à deux ans et demi de prison, dont près d'un an passé parmi les prisonniers publics dans la "république pénitentiaire" à Szeged. Il fut ensuite envoyé dans un bureau d'études secret composé de prisonniers du centre de détention. Ici, à l'exception des exécutions du vendredi, où ils devaient écouter les derniers cris des condamnés à mort, debout contre le mur, ils étaient maintenus dans des conditions relativement bonnes. Leur travail consistait à traduire des livres, à concevoir des casernes, des fortifications et des routes. 
Il fut transporté à Miskolc, sur le chantier de construction de l'université technique de l'industrie lourde Rákosi Mátyás (où il a rencontré le pianiste György Cziffra, qui était affecté au transport manuel de pierres et ne réussit à sauver ses mains qu'avec beaucoup de ruse). 
Il fut ensuite transféré à la prison nationale de Sátoraljaújhely (hu), puis à Hejőcsaba (hu). De là, en guise de punition pour une bagarre à la cuisine, décrite comme un "refus de manger", il fut déplacé à la tristement célèbre prison de Márianosztra (hu). C'est ici, dans des jours de malnutrition et de peur du froid, que Golgheloghi est né.

### La route de l'émigration
Après sa libération, il travailla pendant un an au bureau d'État des dessins industriels. Avec l'aide de Klára Szőllősy (hu), il reprit la traduction. Il a traduisit, entre autres, Lion Feuchtwanger, les récits de Jack London et plus tard le Tristram Shandy de Laurence Sterne. En 1955, il fut chargé de traduire Gargantua et Pantagruel de Rabelais, mais le travail ne fut pas achevé en raison du déclenchement de l'insurrection de Budapest, qui lui fit quitter le pays. 
C'est à cette époque qu'il rencontra sa future épouse, Piroska Prágai, dans le train reliant Szeged à Pest, sur le chemin de la recherche d'une maison. Leurs escarmouches amoureuses ont donné lieu à l'histoire de Pepito et Pepita.
De 1957 à 1976, il a travaillé pour le département hongrois de la BBC (hu) et Radio Free Europe, et il enseigna le hongrois aux diplomates britanniques pour le ministère britannique des affaires étrangères pendant 25 ans, tandis que son épouse devint conseillère financière. 

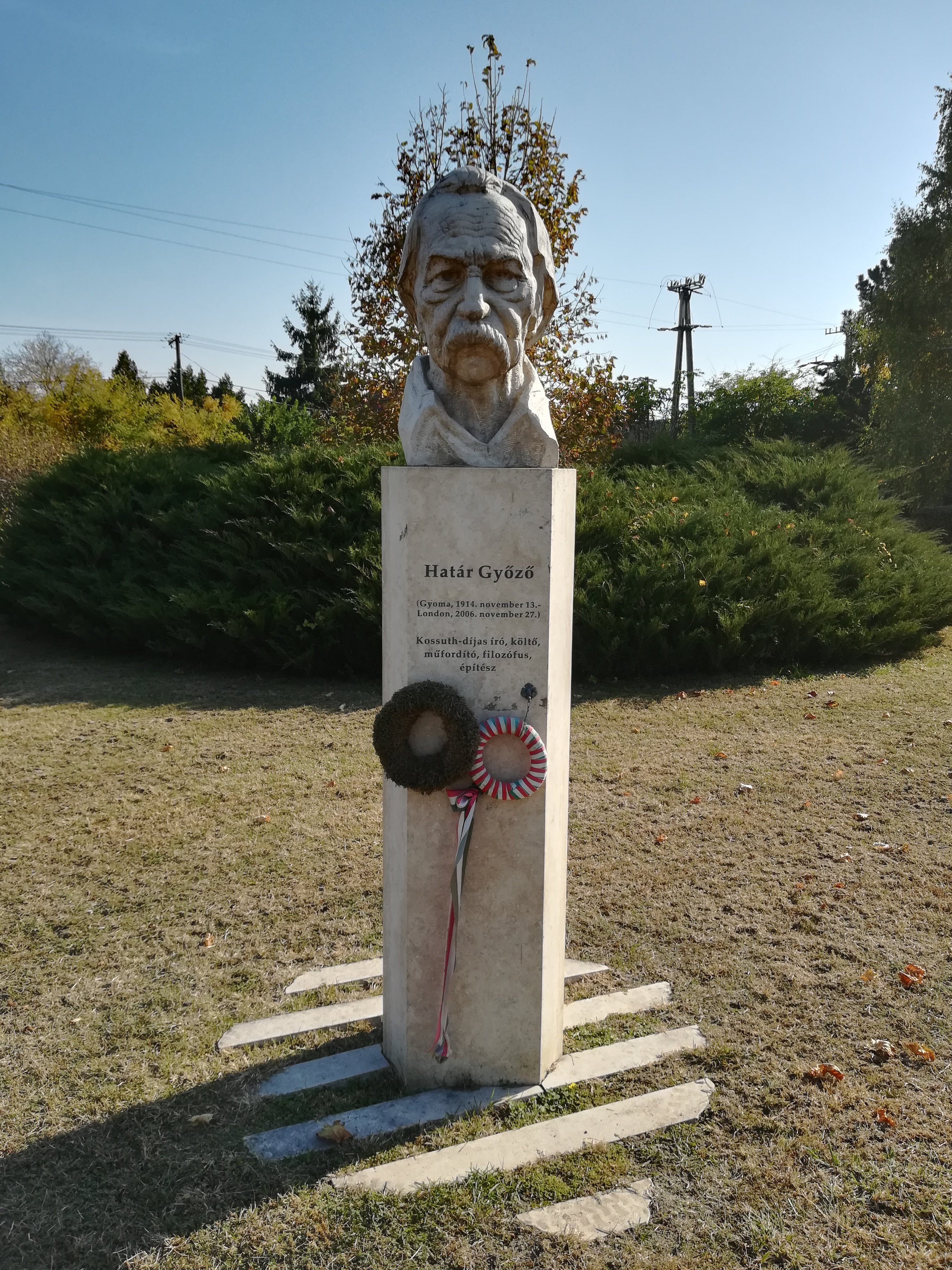
Sculpture dans son village natal de Gyoma

### Mort
Deux semaines avant sa mort, il participa à la commémoration du 50e anniversaire de la révolution de 1956 au palais Saint James, en présence et sous le patronage du prince héritier Charles. L'écrivain y a lu des extraits de ses mémoires de 1956. 
Il est mort à l'hôpital St George de Londres, sa femme ne lui ayant survécu que dix jours. 
Ses obsèques ont eu lieu le 23 janvier 2007 à 15 heures à Budapest, au cimetière de Farkasrét. L'ambassadeur du Royaume-Uni en Hongrie, John Nichols, à qui il avait enseigné le hongrois, et le ministre István Hiller, ont notamment prononcé un éloge funèbre. 
Il a laissé son héritage intellectuel : sa bibliothèque de dizaines de milliers de volumes, ses cassettes vidéo et les enregistrements de ses émissions de radio au Musée littéraire Petőfi (en), et sa maison de Wimbledon ("Hongriuscule") et son mobilier sont à la disposition de l'État hongrois.

## Œuvres traduites en français
- Pepito et Pepita, Julliard, collection Les Lettres nouvelles. Traduction de Pierre Grosz. 278 pages, 1963

- Archie dumbarton. Une histoire naturelle, Georges Kassai (Traduction), Jeanne Faure-Cousin (Traduction)